# Краснопольский поселковый совет
Краснопольский поселковый совет (укр. Краснопільська селищна рада) — входит в состав
Краснопольского района
Сумской области
Украины.
Административный центр поселкового совета находится в 
пгт Краснополье
.

## Населённые пункты совета
- пгт Краснополье
- с. Михайловка
- с. Михайловское
- с. Новодмитровка
- с. Таратутино

## Ликвидированные населённые пункты совета
- с. Просеки